# Лондонсько-Брабантський масив
Лондонсько-Брабантський масив або Лондонсько-Брабантська платформа  — тектонічна структура Європи або гірський масив, що простягається від Рейнланду в Західній Німеччині через північну Бельгію (провінція Брабант), Північне море до Східної Англії та середньої Темзи в південній Англії.
Масив також знаходиться в Бельгії, де він обмежений на північному сході грабеном долини Руру, який проходить по діагоналі через голландський Лімбург.
Кратон Мідлендс (південно-східний Уельс і частина західної Англії) часто розглядається як частина масиву і це віддзеркалюється у топонімах: Уельсько-Брабантський масив, Уельсько-Лондонсько-Брабантський масив і Уельсько-Брабантська височина.
Лондонсько-Брабантський масив є частиною колишнього мікроконтиненту Авалонія. На півдні масив межує з Рейнсько-Герценською зоною герцинського орогенезу, на північному сході омивається водами Північного моря. На північному сході обмежено Грабеном Рурської долини.
В деякі періоди в геологічній історії Лондонсько-Брабантський масив утворював острів, який називають Лондонсько-Брабантським островом.

## Утворення
Масив має кристалічний підмурівок (метаморфічні і магматичні породи) протерозойського до ранньопалеозойського віку, що було деформовано і метаморфізовано під час Кадомського (едіакарій, близько 600 мільйонів років тому і Каледонського орогенезу (силур, близько 420 мільйонів років тому ). Підмурівок майже на всьому терені перекритий молодшими осадовими породами, за винятком деяких місцевостей на південному заході Англії і в Уельсі.
Террейн Авалонія був до ордовика (465 млн років тому) частиною південного надконтиненту Гондвана, але потім відбувся рифтогенез і террейн розпочав дрейф самостійно до низьких широт. Свідоцтвом того що на його теренах панував сухий клімат, щось на кшталт сьогоденної пустелі Наміб, є Древній червоний пісковик, що присутній у червоних ґрунтах Девонширу.

## Карбон
Кам'яновугільний період мав найбільший економічний вплив на сучасну Європу. 
Коли континент дрейфував повз екватор, на його берегах острова виріс багатий тропічний ліс. 
На південному березі острова відкладено динантські, намюрські та вестфальські вугільні родовища Франції, Бельгії та західної Німеччини. (див. Аахенський район).
На північний захід від нього тонша земна кора між нею та віссю Маркет-Вейтон була зім'ята між блоками, залишаючи низькі хребти вологої землі між смугами води, такими як затока Відмерпуль. 
На вологій землі відкладалися вугільні родовища Лестерширу, Ноттінгемширу та Дербіширу. 
Вони простягаються далі на схід, але зараз знаходяться на дедалі більшій глибині. 
Наприклад, на сучасному узбережжі східного Йоркширу та північного Лінкольнширу їхня верхня поверхня знаходиться на глибині близько 2 км. 
Ці кам'яновугільні пласти є частиною системи, що з'єднує пласти Вестфальського ярусу, навколо північної сторони террейну. 
На північному узбережжі Норфолка лінія кам'яновугільного берега приблизно збігається із сучасною. 

## Перм і тріас
В той час як континент дрейфував на північ, подалі від екватора, широтами де розташована сьогоденна пустеля Сахара, ерозія була відновлена. Цього разу, латеритні породи представлені Новими червоними пісковиками і червоними ґрунтами Лестерширу і Рутленду.
На початку перму розпочався герцинський орогенез, континентальна кора була деформована на півдні террейну, на терені сьогоденної Бретані, Арденнів, Рейнланду та  Паризького басейну. На півночі террейну утворюється западина, яка в умовах сухого і спекотного клімату заповнюється пісковиковими і соляними відкладаннями, що перекрили відкладення вугілля, що в умовах виходів геотермального тепла, обумовило створення газових родовищ.

## Юра та крейда
На початку юри, відбулася трансгресія Рейського моря, через що відбулося затоплення рівнинної частини террейну. Під час крейди, затоплення суходолу продовжилося.